# إيبيكس
إيبيكس (بالإنجليزية: EPIX أو ePix) قناة تلفزيونية أمريكية مملوكة من قبل شركة ستوديو 3 التابعة لشركة فياكوم، باراماونت بيكتشرز، ميترو غولدوين ماير وليونزغيت إنترتاينمنت. تعرض القناة أفلام، برامج وثائقية، موسيقى، مسلسلات وعروض كوميدية.
بدا بث القناة في أكتوبر، 2009، وتعدد من أجدد القنوات الكبرى في الولايات المتحدة.

## برامج القناة الأصلية

### برامج حالية
- غريفز (2016-الآن)
- محطة برلين (2016-الآن)

### برامج وثائقية
- ديب ويب (2015)

## وصلات خارجية
- الموقع الرسمي